# 羅伊萊克 (明尼蘇達州)
羅伊萊克（英語：Roy Lake）是位於美國明尼蘇達州清水縣拉普雷里鎮區及馬諾門縣特溫萊克斯鎮區的一個普查規定居民點。

## 人口
根據2020年美國人口普查的數據，羅伊萊克的面積為1.88平方千米，當中陸地面積為1.16平方千米，而水域面積為0.72平方千米。當地共有人口30人，而人口密度為每平方千米15.96人。